# Élections cantonales françaises de 1951
Des élections cantonales se sont déroulées en France les 7 et 14 octobre 1951.
1 515 cantons sont renouvelables cette année-là.

## Résultats
Le taux d'abstention s'élève à 40 %.
Ces élections sont une victoire pour les Indépendants (+43 % de sièges) et pour le RPF qui double ses sièges.
Fortes pertes chez les socialistes (pertes d'un tiers des sièges) et chez les communistes (nombres de sièges plus que divisé par deux). 
Pour sa part, le MRP progresse.
Les Radicaux avec le RGR se maintiennent comme la deuxième force des conseils généraux.
|          | Parti communiste français (PCF)                       | 1 524 443 | 23.84  | 36  |           |        | 42  | 78  | - 98  |  |  |
|          | Section française de l'Internationale ouvrière (SFIO) | 1 100 780 | 17.23  | 119 |           |        | 159 | 278 | - 139 |  |  |
|          | Divers gauche (DVG)                                   | 156 330   | 2.45   | 25  |           |        | 26  | 51  | - 11  |  |  |
|          | Rassemblement des gauches républicaines (RGR)         | 829 652   | 12.99  | 221 |           |        | 161 | 382 | + 20  |  |  |
|          | Mouvement républicain populaire (MRP)                 | 569 675   | 8.92   | 51  |           |        | 57  | 108 | + 20  |  |  |
|          | Rassemblement du peuple français (RPF)                | 846 992   | 13.26  | 53  |           |        | 97  | 150 | + 80  |  |  |
|          | Modérés - Indépendants (Mod et Ind.)                  | 1 361 516 | 21.31  | 308 |           |        | 160 | 468 | + 142 |  |  |
|          |                                                       |           |        |     |           |        |     |     |       |  |  |
| Inscrits | Inscrits                                              |           | 100,00 | 813 | 6 503 759 | 100,00 | 702 |     |       |  |  |
| Votants  | Votants                                               |           |        |     | 3 937 964 | 60.55  |     |     |       |  |  |
| Exprimés | Exprimés                                              | 6 389 388 |        |     | 3 857 329 | 97.95  |     |     |       |  |  |

### Sources et bibliographie
- L'année politique  économique, sociale et diplomatique en France 1964 (Presses Universitaires de France, 1965)
- Le Monde